# Beta Trianguli

Beta Trianguli (Beta Tri, β Trianguli, β Tri) je nejjasnější hvězda v souhvězdí Trojúhelníku. Jedná se o spektroskopickou dvojhvězdu spektrální třídy A5III, vzdálenou přibližně 127 světelných let od Země. Hlavní složka je subobr a její průvodce má velmi podobné charakteristiky. Orbitální doba systému činí 31,39 dní a jejich vzájemná vzdálenost je menší než 5 AU.

## Historie pozorování
Beta Trianguli byla poprvé katalogizována Johannem Bayerem v roce 1603 v jeho Uranometrii. V roce 1783 byla zařazena do katalogu dvojhvězd díky Williamu Herschelovi, který pomocí vizuálního dalekohledu identifikoval dvojhvězdný charakter systému. Moderní astrometrická a spektroskopická měření z misí jako Hipparcos a Gaia umožnila zpřesnění orbitálních parametrů a odhalila přítomnost prachového disku obklopujícího systém.

## Charakteristika systému
Beta Trianguli je spektroskopická dvojhvězda složená ze dvou podobných hvězd spektrální třídy A5III. 

### Hlavní složka: Beta Trianguli A
Hlavní složka, Beta Trianguli A, je subobr s hmotností 2,6 M☉ a poloměrem 2,38 R☉. Má povrchovou teplotu 7683 K a její svítivost činí přibližně 60krát více než Slunce. Její stáří se odhaduje na 400 milionů let.

### Průvodce: Beta Trianguli B
Beta Trianguli B je hvězda podobného typu jako hlavní složka. Má o něco nižší hmotnost 2,25 M☉, poloměr 2,08 R☉ a svítivost 32krát vyšší než Slunce. Její povrchová teplota je však vyšší, dosahuje 8759 K.

### Orbitální charakteristiky
Obě složky obíhají kolem společného těžiště s orbitální periodou 31,39 dní a excentricitou 0,53. Vzájemná vzdálenost hvězd se odhaduje na 4,5 AU.

## Prachový disk
Pozorování z Spitzerova dalekohledu odhalila infračervený přebytek způsobený prachovým diskem, který obklopuje hvězdný systém. 

### Rozměry prachového disku
Disk se nachází ve vzdálenosti 50–400 AU od dvojhvězdy a má teplotu kolem 100 K. Prachový disk je důkazem dynamických interakcí mezi hvězdami a okolním prostředím, což je u spektroskopických dvojhvězd vzácný jev.

## Význam
Beta Trianguli je významná pro studium dynamiky dvojhvězd a přítomnosti prachových disků v těchto systémech. Přítomnost disku poskytuje důležité poznatky o interakcích hvězd s okolním prostředím. Navíc analýzy orbitálních parametrů ukazují stabilitu systému.